# نوعية قوية
في علم الحاسوب، يقال أن نظاما نوعيا ما يوفر ميزة النوعية القوية عندما يفرض قيدا واحدا أو أكثر على كيفية تشارك العمليات التي تتطلب قيما من أنواع مختلفة. على النقيض من النوعية القوية تكون النوعية الضعيفة.